# Robin Jorch
Robin Henry Jorch (Berlino, 30 luglio 1994) è un cestista tedesco.